# Neoserica pilosula
Neoserica pilosula är en skalbaggsart som beskrevs av Moser 1915. Neoserica pilosula ingår i släktet Neoserica och familjen Melolonthidae. Inga underarter finns listade i Catalogue of Life.